# ويليام أولد
ويليام أولد (بالإنجليزية: William Auld )‏ (و. 1924 – 2006 م) هو شاعر، وكاتب، ومترجم، وناشط إسبرانتو، وكاتب مقالات، وعالم موسيقى، ومُحرِّر، وكاتب خيال علمي، وEsperantologist ‏ بريطاني، توفي عن عمر يناهز 82 عاماً.

## حياته
ولد أولد في اريث في كينت (بريطانيا) ومن ثم انتقل مع والديه إلى غلاسغو حيث التحق بمدرسة Allan Glen.وبعد انهائه الخدمة في القوات المسلحة الملكية في زمن الحرب العالمية الأولى درس الأدب الإنجليزي في جامعة جلاسكو ثم بعد ذلك أصبح معلّماً هناك
وفي عام 1960 تم تعيين أولد في مدرسة ثانوية في (أولا) حيث بقي هناك لبقية حياته. تم ترشيح أولد لجائزة نوبل في الأدب في الأعوام 1999م و 2004م و 2006م مما جعله أول شخص يتم ترشيحه عن أعمال بالاسبرانتو. وكانت تحفته (لا إنفانا راسو) والتي تعني «عرق الأطفال» تلك القصيدة الطويلة تستكشف على حد تعبير أولد، «دور الجنس البشري في الزمان وفي الكون»، وتستند جزئيًا إلى The Cantos للكاتب عزرا باوند.

## مناصب
تولى منصب president of the Academy of Esperanto ‏ (1962–1978).

## جوائز
حصل على جوائز منها:
- FAME award  [لغات أخرى]‏ (2000)
- Esperantist of the Year [الإنجليزية]‏ (1998)
- Fine Arts Competitions of UEA  [لغات أخرى]‏
- Honorary Member of the World Esperanto Association ‏.